# Иванов, Виктор Владимирович (футболист)
Виктор Владимирович Иванов (28 января 1952, Иваново, СССР) — советский футболист, полузащитник. Кандидат в мастера спорта СССР.

## Биография

### Карьера футболиста
Воспитанник ивановского футбола. Один из лидеров ивановского «Текстильщика» 1970/80-х годов. Дебютировал за родную команду в 1971 году в гостевом матче против ленинградского «Динамо»: на 77-й минуте он вышел на замену вместо Юрия Пьянова
. Через год он ушёл в армию. Спустя 2 сезона Иванов вернулся в «Текстильщик» и стал в нём ведущим игроком. Долгое время был капитаном команды. Выступал на позиции полузащитника и определял игру команды в середине поля. Болельщики дали Иванову прозвище «ивановский Марадона» из-за того, что хавбек был похож на знаменитого аргентинца внешне и манерой игры.
Помимо «Текстильщика» Иванов выступал за воронежский «Факел». Всего за ивановцев в чемпионатах союза полузащитник сыграл 432 матча и забил 43 мяча. По количеству сыгранных матчей за «Текстильщик» он занимает четвёртое место среди всех футболистов. Три раза Виктор Иванов признавался лучшим футболистом Ивановской области.

### Карьера тренера
Закончив играть в 1988 году Иванов перешёл на работу в ДЮСШ «Текстильщик», где работает и по сей день. Среди его воспитанников известные ивановские игроки: Андрей Бубчиков, Михаил Новиков, Александр Кренделев, Николай Паклянов, Алексей Смирнов и другие. Вместе с Александром Шуляковым вел группу ребят 2004 года рождения. На общественных началах Иванов возглавляет общество ветеранов ивановского футбола.

### Карьера судьи
Помимо тренерской деятельности Виктор Иванов занимается судейством. Он обслуживает матчи первенства Ивановской области и города Иванова.

## Достижения
- Обладатель Кубка РСФСР: 1986
- Финалист Кубка РСФСР: 1984
- Серебряный призёр Чемпионата РСФСР: 1981
- Бронзовый призёр Чемпионата РСФСР: 1987